# Eleccions al Parlament de Navarra
Llista de les eleccions al Parlament de Navarra:
- Eleccions al Parlament de Navarra de 1979
- Eleccions al Parlament de Navarra de 1983
- Eleccions al Parlament de Navarra de 1987
- Eleccions al Parlament de Navarra de 1991
- Eleccions al Parlament de Navarra de 1995
- Eleccions al Parlament de Navarra de 1999
- Eleccions al Parlament de Navarra de 2003
- Eleccions al Parlament de Navarra de 2007
- Eleccions al Parlament de Navarra de 2011
- Eleccions al Parlament de Navarra de 2015
- Eleccions al Parlament de Navarra de 2019
- Eleccions al Parlament de Navarra de 2023